# André Tousignant
Pour les articles homonymes, voir Tousignant.
André Tousignant est un réalisateur québécois.

## Biographie
André Tousignant est né le 14 octobre 1953 à Montréal. Il a gagné un prix Gémeau dans la catégorie du meilleur téléroman en 1993 pour Cormoran (série télévisée). Il est le neveu de l'artiste québécois Claude Tousignant.

## Filmographie
- 1984-1988 : Le Parc des braves (série télévisée)
- 1988-1990 : Jeux de société (série télévisée)
- 1990-1993 : Cormoran (série télévisée)
- 1991-1993 : Marilyn (série télévisée)